# Guachetá (kommun)
Guachetá är en kommun i Colombia.   Den ligger i departementet Cundinamarca, i den centrala delen av landet, 100 km norr om huvudstaden Bogotá. Antalet invånare är 11 517.